# Ohio Company of Virginia
Ohio Company of Virginia (Ohiokompaniet) var ett i Williamsburg, Virginia baserat handelskompani med inriktning på pälshandel och markexploatering väster om Appalacherna vilket eхisterade 1748-1772. Bolagets verksamhet var en avgörande faktor för det fransk-indianska krigets utbrott 1754.

## Tillkomst

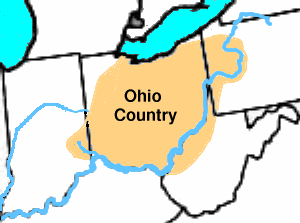
Karta över Ohiolandet med moderna delstatsgränser markerade.

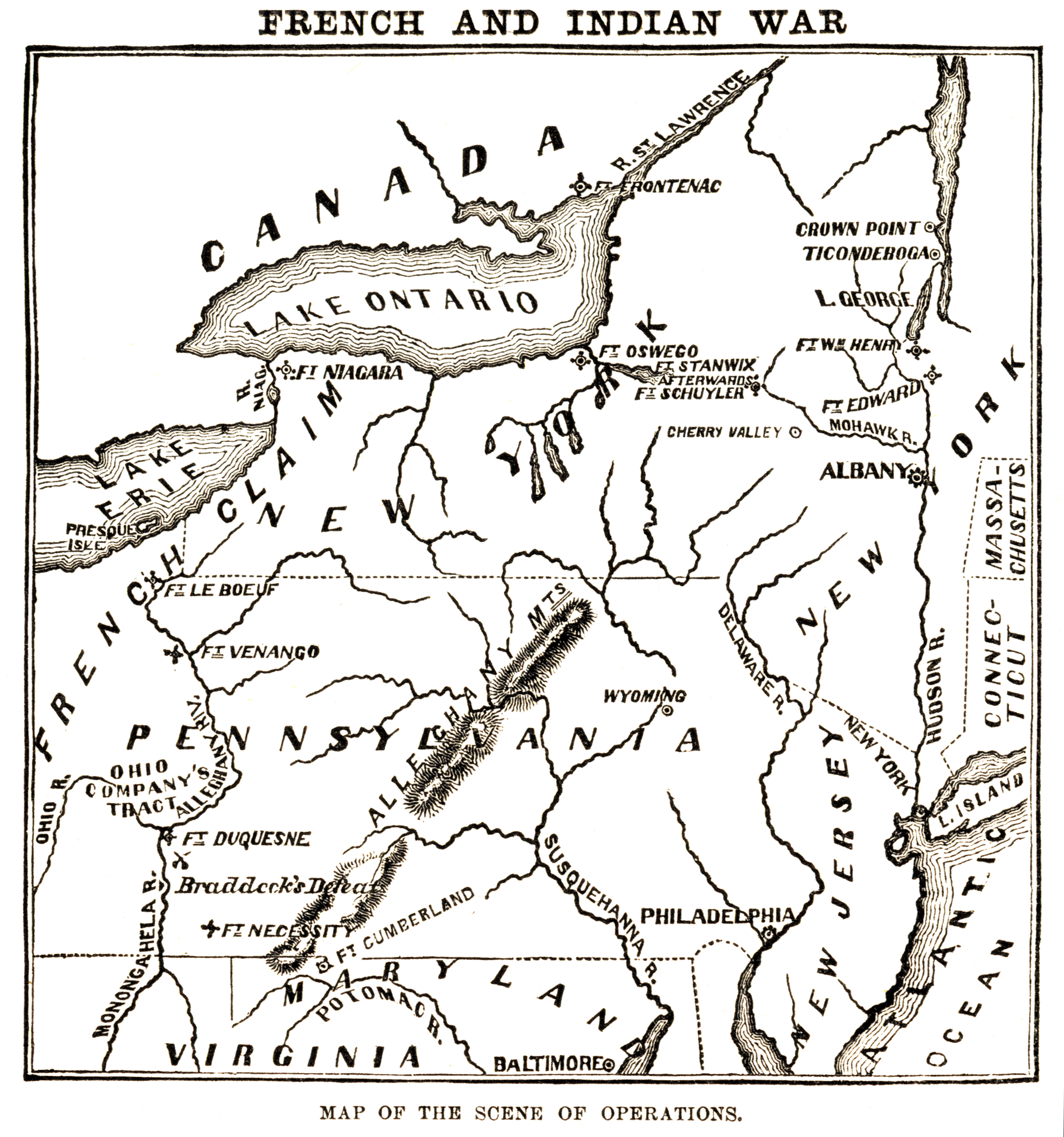
Karta som visar Ohiokompaniets förläning (Ohio Company Tract) nordväst om Fort Duquesne.

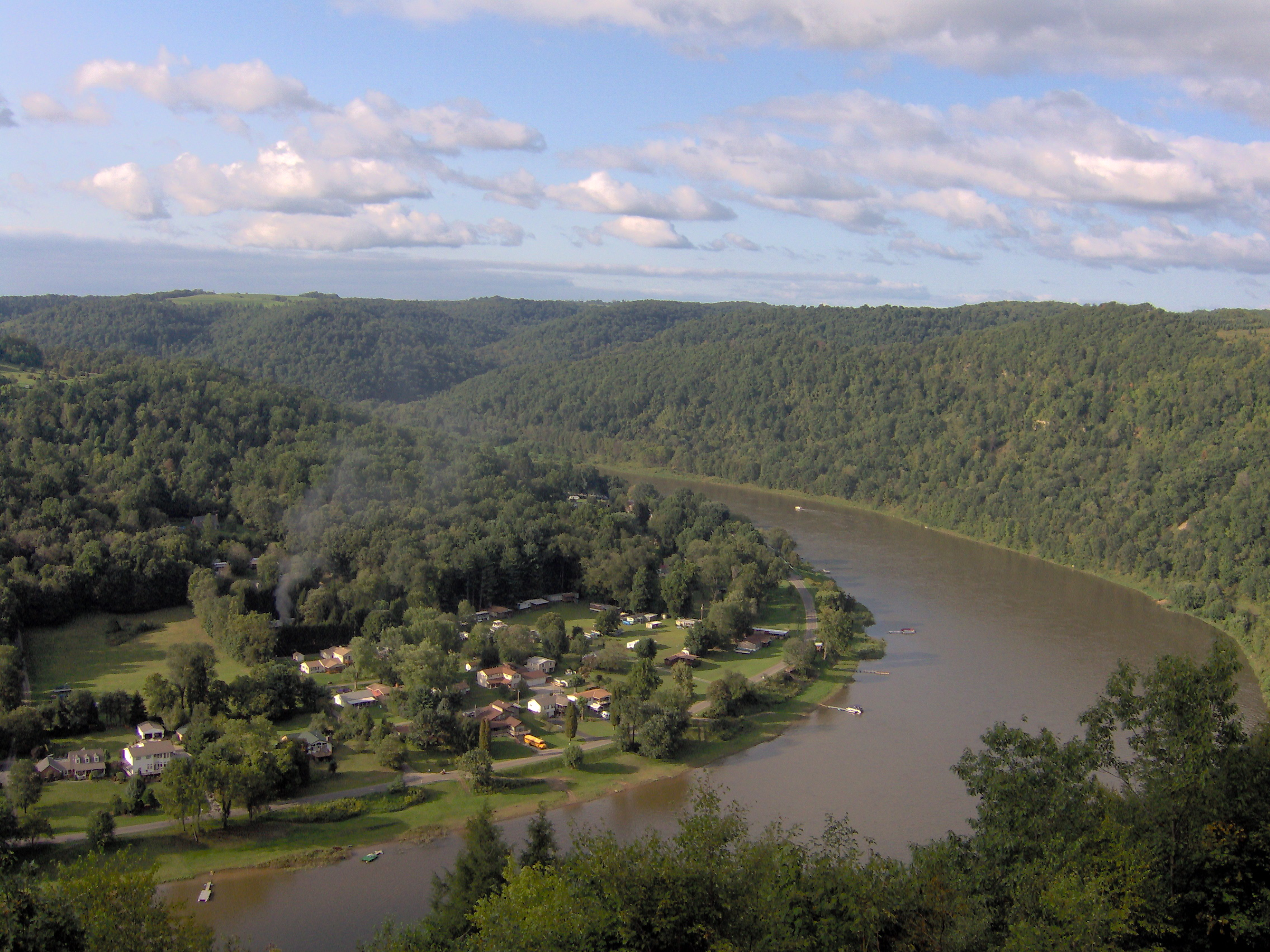
Landskap vid Allhegenyfloden.

Ohiokompaniet bildades 1748 av en rad inflytelserika medborgare i Virginia. Ändamålet var att utveckla den handel med indianerna i Ohiolandet, som dittills hade varit förbehållet fransmän och pennsylvaniabor. Bolaget planerade också att bygga fort, skapa bosättningar, anlägga vägar och eхploatera landet. Redan 1747 hade några av de blivande bolagsmännen ingivit en petition till det brittiska kommerskollegiet (Board of Trade), vilket också fungerade som kolonialministerium, om att få bli förlänade mark väster om Appalacherna. Syftet med detta var att utveckla handeln och öppna upp landet för engelska nybyggare. Kommerskollegiet rekommenderade en sådan förläning med hänsyn till att det angivna syftet skulle förhindra vidare fransk dominans inom området. Londonregeringen bemyndigade därför Virginias guvernör att förläna Ohiokompaniet 200 000 engelska tunnland (809 km2) mark väster om Appalacherna, på villkor att kompaniet inom sju år byggde ett fort och bosatte 200 nybyggare. Om villkoren uppfylldes kunde kompaniet förlänas ytterligare 300 000 tunnland (1214 km2).

## Organisation och aktieägare
Ohiokompaniet var ett aktiebolag och en egen juridisk person, inte ett enkelt bolag. 
När bolaget bildades 1748 utfärdades tjugo aktier med ett sammanlagt investerat kapital om £ 4 000. Antalet aktieägare varierade över tiden, men antalet aktier var alltid tjugo. De flesta förändringar i antalet aktieägare ägde rum genom arv, men några mindre aktiva aktieägare drog sig sedermera ur bolaget och återfick sitt kapital. De flesta av bolagets aktieägare tillhörde samhällseliten i Virginia; två köpmanshus i London ägde också aktier i bolaget. De virginska aktieägarna samarbetade inte bara ekonomiskt, politisk och socialt utan var ofta även nära släkt eller ingift i varandras familjer. Till skillnad från andra liknande elitgrupper i Virginia hade Ohiokompaniets aktieägare utmärkta ekonomiska och politiska kontakter i England, som kunde påverka Londonregeringens beslutsfattare i förmånlig riktning.
Flera av aktieägarna tillhörde under olika perioder Virginias överhus och Thomas Lee, bolagets förste ledare, var till sin död 1751 överhusets ständige talman. Den för eftervärlden mest bekante aktieägaren var George Washington, som då var en ung plantageägare och ledamot av Virginias underhus. Han var ingen aktiv aktieägare, men kom som officer i Virginias milis att spela en avgörande roll inte bara för bolaget utan även för det fransk-indianska krigets utbrott. Även Washingtons äldre bror Lawrence var aktieägare och övertog ledarskapet i bolaget vid Lees död. När Lawrence själv dog 1752 övertogs ledarskapet av Robert Dinwiddie, Virginias guvernör 1751-1758. Med
Dinwiddie i ledningen både för kolonin och kompaniet fick Ohiokompaniet den kraftiga officiella uppbackning man tidigare saknat, när konkurrerande intressen hade haft ett dominerande inflytande över kolonins myndigheter.

## Verksamhet
Ohiokompaniet började sin verksamhet med att anlägga en handelsstation vid Wills Creek, idag Cumberland, Maryland. Dess inträngande i vad Pennsylvania betraktade som sitt territorium utlöste en intensiv konkurrens med pälshandlarna från denna koloni. Kompaniet anställde Cristopher Gist, en välkänd lantmätare och vildmarkskännare, som kartograf med uppdrag att lokalisera lämpliga nybyggen och en plats för ett fort. 1752 började kompaniet röja en vildmarksväg passabel för klövjehästar från handelsstationen vid Wills Creek till Monongahela. Där anlades en magasinsbyggnad vid Redstone Creek, nära dess utlopp i Monongahela, idag Brownsville, Pennsylvania. 

## Fransk-indianska kriget

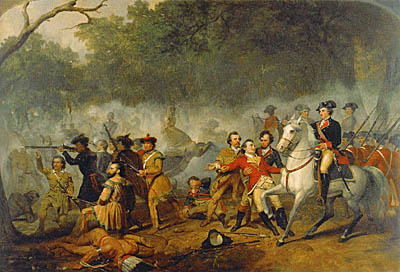
Fransk-indianska kriget betydde början till slutet för Ohiokompaniet.

Ohiokompaniet behövde bygga ett fort för att uppfylla förläningsvillkoren och man utverkade 1752 irokesernas tillåtelse till detta. Året därpå beordrade kompaniets direktion fortets byggande där Monongahelaflodens flyter samman med Alleghenyfloden för att bilda Ohiofloden. Tjugo nickhakar och ammunition beställdes från London. Guvernör Dinwiddie utverkade också ett löfte om att den brittiska kronan skulle ställa kanoner till Ohiokompaniets förfogande för att användas på den nya skansen. 1753 fick Dinwiddie instruktioner från London om att fortet måste uppföras och fransmännen drivas bort från Ohiodalen, vid behov med våld. Byggmästarna från Ohiokompaniet utnämndes till officerare och timmermännen mönstrades som soldater vid Virginias provinstrupper (Virginia Regiment). Fort Prince George började byggas i februari 1754 då Half King, irokesernas ledare i Ohiodalen, fick äran att lägga den första syllen. Redan då gick det rykten om att fransmännen var på marsch för att avbryta byggnationen. I april kom en fransk truppstyrka till platsen, omringade den och tvingade virginierna att kapitulera. De fick fritt avmarschera och ta med sig all lös egendom. Fransmännen övertog byggnadsverken och anlade ett franskt fort, Fort Duquesne. Från Frankrikes sida anklagades Ohiokompaniet för att av rent vinstintresse äventyra freden mellan Frankrike och Storbritannien. När guvernör Dinwiddie fick rapport om det inträffade beordrade han George Washington att med en truppstyrka avhysa fransmännen. Detta ledde till Washingtons överfall på Jumonville, en skärmytsling som utlöste det fransk-indianska kriget.

## Avveckling

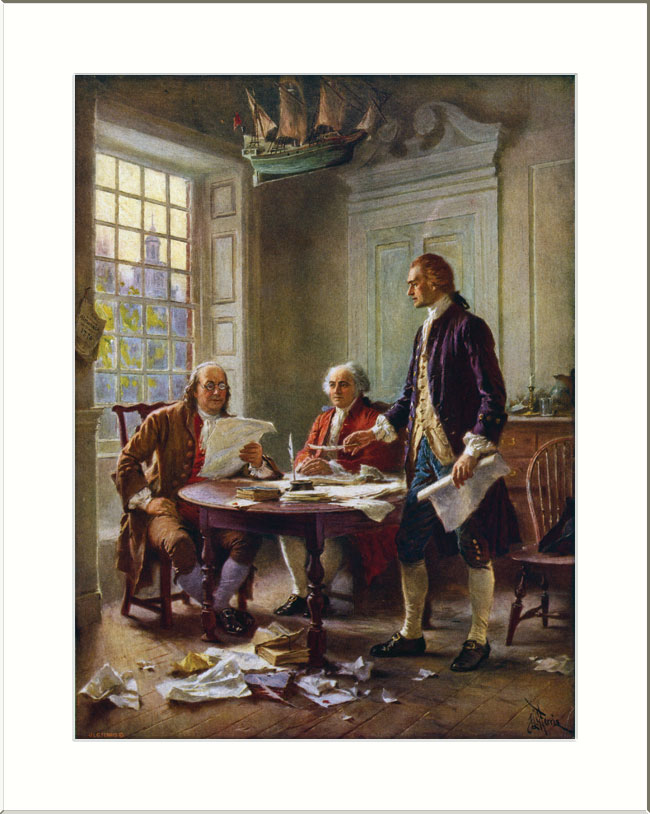
Benjamin Franklin använde sina förbindelser i London för att utmanövrera Ohiokompaniet från vinsterna av Fort Stanwix-fördraget.

Fransk-indianska kriget betydde början till slutet för Ohiokompaniet. Kriget förhindrade all verksamhet under en följd av år och när britterna slutligen erövrat Fort Duquesne och där anlagt Fort Pitt, förbjöd den brittiske militärbefälhavaren Henri Bouquet nya bosättningar. Motivet var att skapa goda förbindelser med den majoritet av Ohiolandets urinvånare som tidigare varit allierade med Frankrike. Londonregeringen ställde sig bakom den nya politiken och överförde samtidigt beslutanderätten över markförläningar från koloniguvernörerna till de centrala myndigheterna i London. Genom Indianproklamationen 1763 kungjorde och bekräftade regeringen officiellt den politik som i praktisk handling redan hade införts. Pontiacs krig sågs som en bekräftelse på att den nya markpolitiken borde ha införts för länge sedan.
Genom fördraget i Fort Stanwix 1768 avträdde Irokesförbundet stora markområden i Pennsylvania, som nyttjades av shawneer och lenaper, till den brittiska kronan. På Benjamin Franklins initiativ bildades i London ett stort företag med engelska och amerikanska aktieägare för att exploatera den mark irokeserna avhänt sig. Detta bolag, som vanligen kallades Walpolekompaniet efter några av sina mest inflytelserika aktieägare tillhöriga den mäktiga whigfamiljen Walpole, hade goda förbindelser inom brittiska regeringskretsar och hemställde om att få över 8 000 km2 i förläningar. För att undvika konflikter med Ohiokompaniet, med dess tidigare löften om förläningar, fick det gamla kompaniets aktieägare bli aktieägare i det nya kompaniet. Ohiokompaniets verksamhet tynade bort och bolaget kan från 1772 betraktas som likviderat då ett avtal mellan aktieägarna 1752 begränsade dess verksamhetsperiod till tjugo år.